# Kaiku

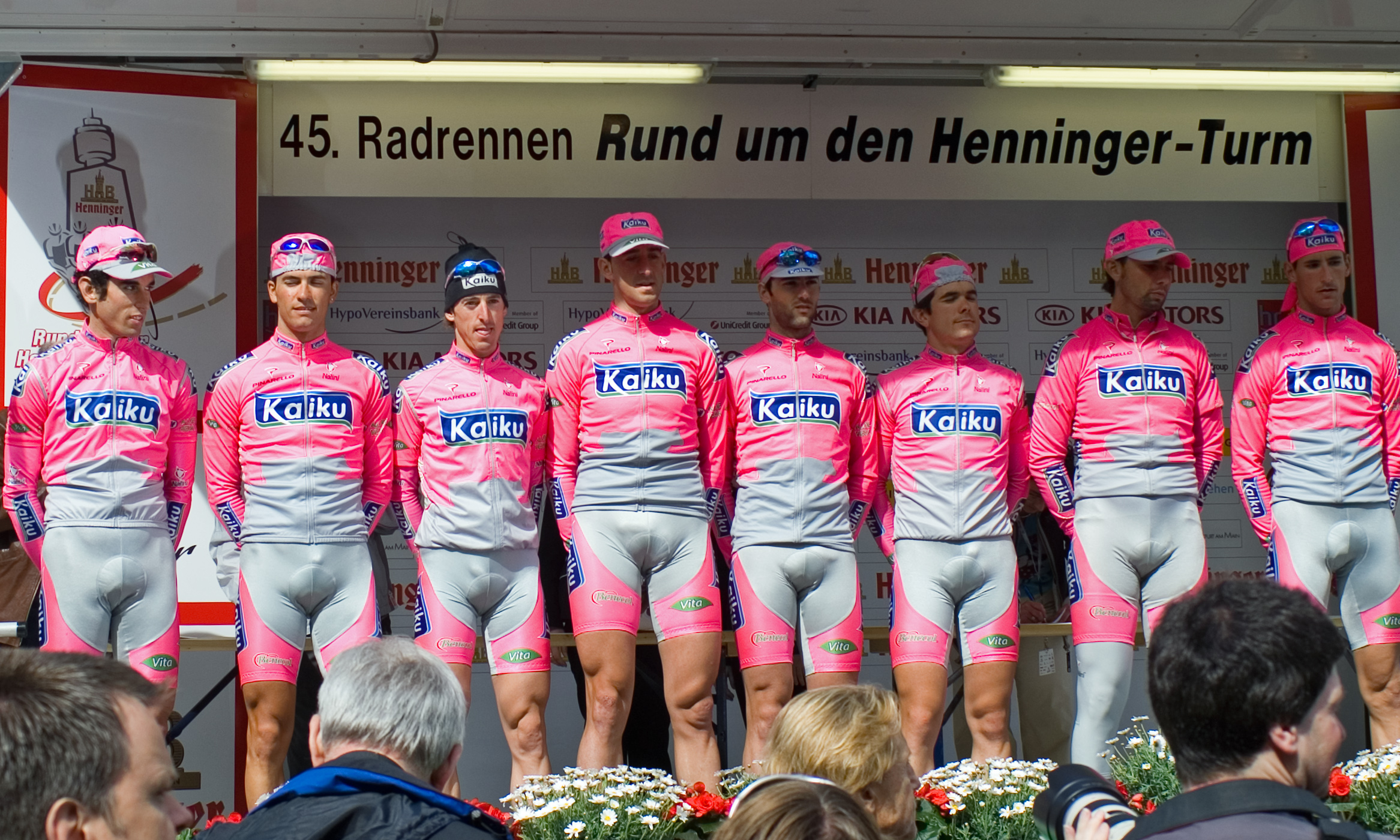
Rund um den Henninger-Turm (2006)

Kaiku war eine spanische Radsportmannschaft.
Sponsor war der baskische Milchwaren-Produzent Kaiku Corporación Alimentaria, der die Fahrer in rosafarbenen Trikots auftreten ließ. Die Mannschaft nahm ab 2005 an den UCI Continental Circuits als Professional Continental Team teil. Zum ProTour-Rennen Clásica San Sebastián erhielten sie 2005 eine Einladung. Jon Bru kam dort mit der Spitzengruppe ins Ziel. Am Ende der Saison 2006 wurde die Mannschaft aufgelöst. Ihr letzter Leiter Óscar Guerrero leitete anschließend die Mannschaft Fuerteventura-Canarias.

## Saison 2006

### Erfolge in der UCI ProTour
In den Rennen der Saison 2006 der UCI ProTour gelangen die nachstehenden Erfolge.
| Datum   | Rennen                         | Fahrer         |
| ------- | ------------------------------ | -------------- |
| 18. Mai | 4. Etappe Katalonien-Rundfahrt | Carlos Castaño |

### Erfolge in der UCI Europe Tour
In den Rennen der Saison 206 der UCI Europe Tour gelangen die nachstehenden Erfolge.
| Datum         | Rennen                          | Fahrer          |
| ------------- | ------------------------------- | --------------- |
| 21.–23. April | Gesamtwertung Vuelta a La Rioja | Ricardo Serrano |
| 9. August     | 5. Etappe Portugal-Rundfahrt    | Gustavo César   |

### Mannschaft
| Name                | Geburtstag        | Nationalität | Team 2007                      |
| ------------------- | ----------------- | ------------ | ------------------------------ |
| Jorge Azanza        | 16. Juni 1982     | Spanien      | Euskaltel-Euskadi              |
| Antonio Berasatequi | 24. Januar 1978   | Spanien      | Unbekannt                      |
| Jon Bru             | 18. Oktober 1977  | Spanien      | Euskaltel-Euskadi              |
| Carlos Castaño      | 07. Mai 1979      | Spanien      | Karpin-Galicia                 |
| Gustavo César       | 29. Januar 1980   | Spanien      | Karpin-Galicia                 |
| Dionisio Galparsoro | 13. August 1978   | Spanien      | Euskaltel-Euskadi              |
| Rodrigo García      | 27. Februar 1980  | Spanien      | Fuerteventura-Canarias         |
| Iván Gilmartín      | 14. April 1983    | Spanien      | Vina Magna-Cropu               |
| José Antonio López  | 11. Juli 1976     | Spanien      | Andalucía-Cajasur              |
| Alberto Losada      | 28. Februar 1982  | Spanien      | Caisse d'Epargne-Illes Balears |
| Israel Núñez        | 31. Mai 1979      | Spanien      | Massi-CC.Palou                 |
| Rubén Oarbeascoa    | 21. November 1975 | Spanien      | Unbekannt                      |
| Juan José Oroz      | 11. Juli 1980     | Spanien      | Orbea                          |
| Adrián Palomares    | 18. Februar 1976  | Spanien      | Fuerteventura-Canarias         |
| Javier Ruiz         | 02. November 1979 | Spanien      | Unbekannt                      |
| Ricardo Serrano     | 04. August 1978   | Spanien      | Team Tinkoff Credit Systems    |
| Fernando Serrano    | 19. Januar 1979   | Spanien      | Unbekannt                      |
| Pablo Urtasun       | 29. März 1980     | Spanien      | Liberty Seguros Continental    |

## Platzierungen in UCI-Ranglisten
UCI Europe Tour
| Saison | Mannschaftswertung | Fahrerwertung        |
| ------ | ------------------ | -------------------- |
| 2006   |                    | Ricardo Serrano (9.) |